# Ункен (Зальцбург)
Ункен (нем. Unken) — коммуна в Австрии, в федеральной земле Зальцбург. 
Входит в состав округа Целль-ам-Зе.  Площадь общины составляет 108,81 км², население — 1915 человек (1 января 2021), плотность населения — 18 чел./км². Официальный код  —  5 06 23.

## Население
| Год  | Численность |
| ---- | ----------- |
| 1869 | 1022        |
| 1889 | 1046        |
| 1890 | 1033        |
| 1900 | 1140        |
| 1910 | 1213        |
| 1923 | 1191        |
| 1934 | 1284        |
| 1939 | 1241        |
| 1951 | 1483        |
| 1961 | 1545        |
| 1971 | 1683        |
| 1981 | 1974        |
| 1991 | 1920        |
| 2001 | 1956        |
| 2011 | 1925        |
| 2021 | 1915        |

## Политическая ситуация
Бургомистр коммуны — Франц Энзингер (СДПА) по результатам выборов 2004 года.
Совет представителей коммуны (нем. Gemeinderat) состоит из 17 мест.
- АНП занимает 7 мест.
- СДПА занимает 5 мест.
- АПС занимает 5 мест.